# 螃蟹心理
螃蟹心理（英語：Crab Mentality）或稱螃蟹效應（英語：Crab Effect），通常也被稱作桶子裡的螃蟹，形容西方俚語「如果我沒有，你也不可以有」的心理，此比喻參照在一個充滿螃蟹的桶子，雖然牠們能輕易從桶子裡逃出，然而在下面的螃蟹往往會互相抓住來防止其他螃蟹逃出，確保牠們遭到同一樣的下場。這比喻是比喻人類的行為當中，例如小組成員會嘗試拉倒做到超越他自己的其他成員(否定或削弱其重要性)，但只是出於嫉妒，陰險或競爭的心理。但這不能展現出大部分螃蟹的心理，因為牠們只是想逃出桶子而沒有任何對成敗的知識和理解。
香港喜劇演員黃子華曾經在2003年的一場棟篤笑提出另一個比喻來形容這種心態：假設兩個人去買魚丸，但店主多把兩顆魚丸給了其中一位顧客，另一位顧客就會要求「我唔要你畀返兩粒我，我要你攞走佢嗰兩粒！大家少兩粒，噉就公平喇！」（我不要你多給兩顆我，我要你把他的那兩顆拿走！大家都少兩顆，那就公平了！）自此香港人就把這種心理稱為「魚蛋論」。

## 影響
螃蟹心理亦被與眼光短淺，非建設性的想法廣泛關聯而不是統一，長期，建設性的心態。2015年新西蘭對此的研究指出，大部分考生有超過18%的平均分的進步由於他們避免讓別人看見其上次考試的排名。
但根據前後關係，此戰術亦被認為是不受歡迎的，並認為是出於妒忌心。然而即使人们知道其行為對此不利，但他們亦會因此而經常因資源的缺乏引起恆久的戰爭。

## 另見
- 攬炒
- 囚徒困境
- 詹代法則
- 高大罌粟花綜合症